# Juan José Espinosa San Martín
Juan José Espinosa San Martín (Madrid, 30 de juny de 1918 - 14 de gener de 1982) va ser un polític espanyol, ministre d'Hisenda durant el franquisme.

## Biografia
Llicenciat en Dret per la Universitat Central de Madrid, en declarar-se la Guerra Civil es va unir al bàndol revoltat enrolat en les files falangistes. Al final del conflicte va ingressar en l'administració de l'Estat com a inspector tècnic fiscal per passar posteriorment al Ministeri del Moviment Nacional on va ocupar el càrrec de Conseller Nacional.
També va treballar com a sotsinspector del Sindicat Espanyol Universitari (SEU) i va ocupar diversos llocs de responsabilitat a les àrees d'economia i hisenda del govern, entre elles la direcció de la Caixa Postal, la Casa Nacional de Moneda i Timbre, la presidència del Banc de Crèdit Industrial i la Direcció general del Tresor fins a ser nomenat ministre d'Hisenda el 1965. Amb l'escàndol financer de Matesa, va ser destituït el 1969. També va ser Procurador en les Corts Generals pel terç de família en 1964.
Entre els honors rebuts durant el règim franquista, va destacar la Gran Creu de la Reial i Distingida Orde de Carles III, la Creu del Mèrit Civil i les del Mèrit Militar i Naval.